# Vladislav Mirvald
Vladislav Mirvald (3. srpna 1921 Záluží u Mostu – 19. dubna 2003 Louny) byl český výtvarník, pedagog a fotograf, člen významné skupiny Křižovatka. Vladislav Mirvald byl jednou z klíčových osobností českého konstruktivního umění, osobitým malířem a vynálezcem nových výtvarných postupů (kaňkáž, zmrzláž) a příslušníkem stále více ceněné generace 60. let.

## Život
Narodil se v Záluží u Mostu. Roku 1932 začal navštěvovat gymnázium v Mostě. Po obsazení Sudet v roce 1938 se odstěhoval do Loun, kde v roce 1941 absolvoval lounské gymnázium. Za války byl zaměstnaný jako drážní dělník a telegrafista. V letech 1945–1949 studoval na Pedagogické fakultě Karlovy univerzity u profesorů Boudy, Lidického a Salcmana obor výtvarná výchova, deskriptivní geometrie a modelování. Zde byli jeho spolužáci Zdeněk Sýkora a Kamil Linhart, s nimiž se znal z Loun. Po promoci učil v letech 1949–1953 nejprve na základních školách v Panenském Týnci a na Peruci, od roku 1954 působil jako profesor výtvarné výchovy a deskriptivní geometrie na lounském gymnáziu. Zde působil s přestávkou let 1961–1963, kdy vyučoval na Pedagogické fakultě v Ústí nad Labem, až do svého odchodu do důchodu v roce 1981.
Do roku 1965 bydlel Mirvald v Cítolibech, kam se oženil. Psal obecní kroniku a pořídil fotodokumentaci vesnice. Mirvald totiž nebyl jen výtvarníkem a pedagogem, ale také výtečným fotografem. V roce 1965 vydal obrazovou knihu o Lounech a okolí, doprovázenou texty Josefa Hlaváčka. Mirvaldovou vášní bylo rovněž sběratelství. Vytvořil rozsáhlé sbírky chmelových známek, pohlednic a poštovních kolků. S výsledky své sběratelské činnosti seznamoval lounskou veřejnost prostřednictvím almanachů místní okresní knihovny. V roce 1985 to byla brožura o chmelových známkách Lounska, o tři roky později almanach o starých lounských pohlednicích. V almanachu z roku 1989 jsou zhodnoceny perokresby pedagoga Bohumila Lůžka, jimiž za 1. republiky vyzdobil obecní a školní kroniky, jichž byl autorem. Mirvaldovo autorství ale v publikacích není uvedeno: jako vyloučený komunista formálně nesměl publikovat (učit ale ano!) Mirvald byl také odborným restaurátorem. Restauroval hlavní oltářní obraz v Kostele svatého Jakuba v Cítolibech a koncem 80. let tři oltářní obrazy v kostele sv. Mikuláše v Lounech. O této akci napsal v roce 1990 svůj poslední almanach, tentokrát už s uvedením svého jména.

## Tvorba
Vladislav Mirvald patří k protagonistům českého (neo)konstruktivního umění. Některé typy jeho realizací přímo vycházely z charakteristik kreslení, to platí o kaňkážích a o celém uchopení rýsování jako prostředku stavby výtvarného díla. Východiskem umělcova zaměření bylo poznání a praktické ověřování kubistické analýzy, její přehodnocení do autonomní struktury díla – první pozoruhodný konvolut kubistických kreseb (1941) – zaujme polaritou černé a bílé i diferencováním ploch kresebnými texturami.
Více než pětiletá kubistická praxe, k níž patří i malby a reliéfy, byla během studia postupně střídána soustředěním se na realistickou krajinomalbu, která se asi od roku 1954 proměnila v subjektivní, expresívní vodní krajiny.V roce 1961 začaly vznikat kaňkáže (jak je sám autor nazýval). V době, kdy se v českém prostředí uvažovalo především o možnostech informelu, představovaly jeho zásadní překonání a nalezení cesty k oné nové citlivosti, která přinášela jiné koncepce výtvarného díla, nesoustředěné na prezentaci autorského subjektu, ale naopak na jeho omezení ve prospěch jiných fenoménů, počínaje třeba racionálně kontrolovatelnou skladbou a konče vizualizovanými přírodními procesy.
Kaňkáže byly kresby tuší na namočeném nebo tenkou vrstvičkou vody pokrytém papíře, v jejich podobě se prolínal jednoduchý skladebný řád, většinou určovaný repetitivním řazením minimálních doteků, bodů či linií, individuálností každého doteku a uplatněním náhodných procesů, formujících detaily i větší substruktury.
Vztah řádu a náhody se stal (v českém umění asi poprvé) tématem díla. Neintencionální průběh jeho vzniku se uplatnil i při zmrazování vody s tušovým záznamem, akcent na řád se projevil konfrontací s další vrstvou – rýsovanými grafémy, chápanými v lettristickém smyslu jako komunikační i estetická kvalita. Rok 1963 byl určujícím pro celé další výtvarníkovo dílo – tehdy začal užívat rýsování, tématem se stala konstrukce, určující vztahy mezi geometricky vymezenými plochami, konstantou je jejich formování z černých a bílých plošek. Mirvalda nezajímalo optické působení, ale možnost artikulovat konstrukci tímto střídáním pozitivu a negativu podle jasného pravidla.

V letech 1966–1967 začíná zkoumat kruhové struktury, z nichž se odvíjejí cylindrické aperspektivy a cylindrická moiré, později pak undulační válce (od roku 1979), implikující paralelnost k organické morfologii (ta se pak manifestovala při užití Rombergovy křivky jako osy válců). Umělcův soustavný výzkum byl roku 1995 obohacen o nové téma – cylindrické plochy s jejich paradoxním setkáním v jedné rovině. 

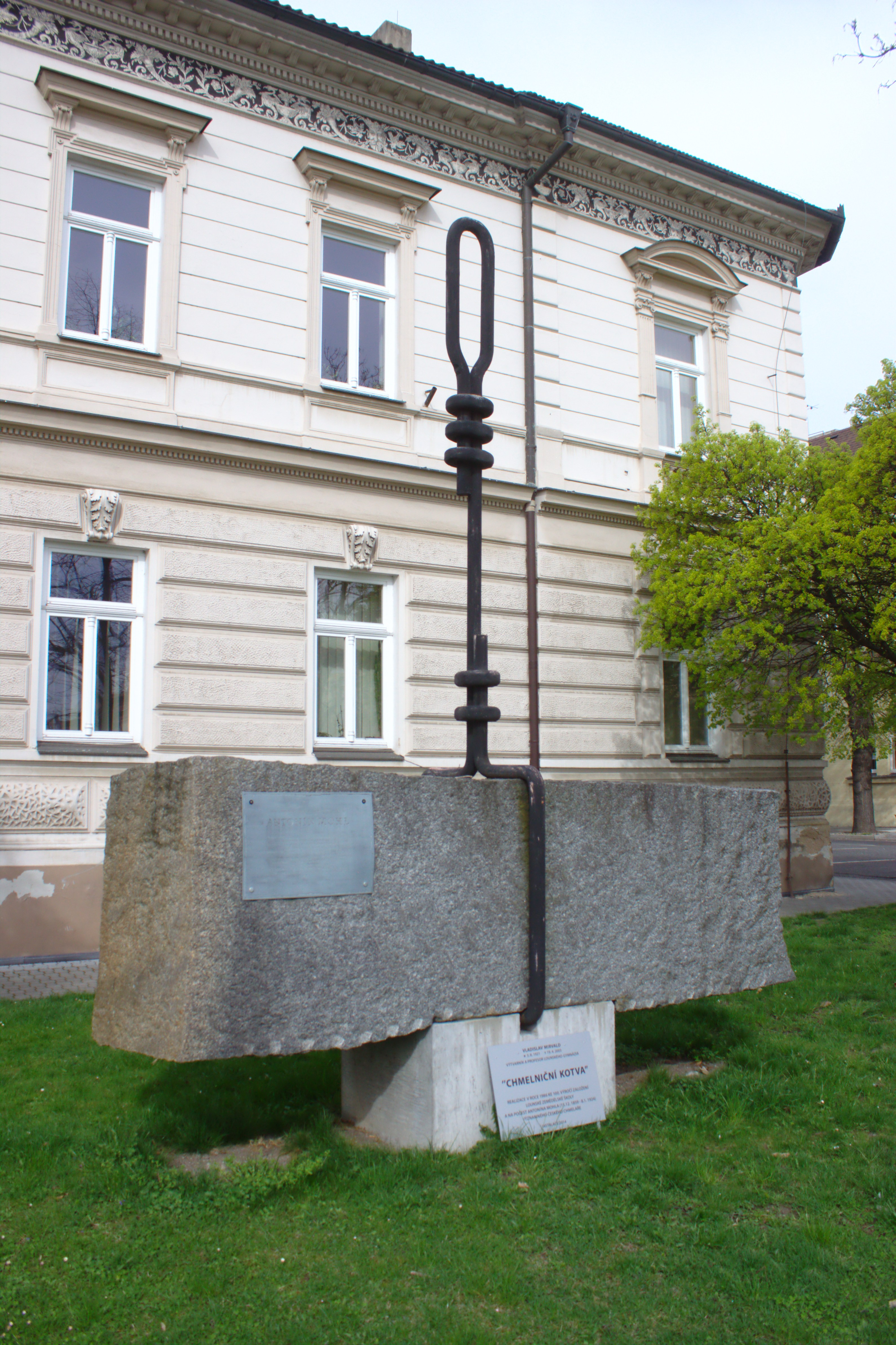
Mirvaldova Chmelniční kotva na Komenského náměstí v Lounech

 Dílo Vladislava Mirvalda je jistě výpovědí o estetických možnostech konstrukce, ale především o iluzívnosti vnímání plochy jako prostoru, o této zásadní paradoxnosti lidské percepce. Znejisťuje naši zkušenost a vede nás k diskursu o vnímání samotném. Tak se stávají esteticky velice nosné kreace zároveň něčím podvratným, podněty pro mysl, zpochybňujícími právě to, co považujeme za samozřejmé.

## Sochařské dílo
Vytvořil například:
- Pomník u hrobu padlých výsadkářů v Lounech z roku 1976
- Chmelniční kotva - památník ke stému výročí založení Zemědělské školy v Lounech a k připomenutí osobnosti jejího někdejšího ředitele a významného českého chmelaře Antonína Mohla z roku 1986

## Výstavy

### Samostatné výstavy (výběr)
- 1988 Přehled tvorby, Galerie Benedikta Rejta, Louny
- 1994 Retrospektiva, České muzeum výtvarných umění v Praze
- 1994 Kaňkáže, Výstavní síň Emila Filly, Ústí nad Labem
- 2000 Vladislav Mirvald komplementární, Galerie Václava Špály, Praha
- 2019 Vladislav Mirvald, Museum Kampa, Praha[6]
- 2019 Smysl pro krajinu, Galerie moderního umění v Roudnici nad Labem

### Skupinové výstavy (výběr)
- 1951 Krajiny (s Kamilem Linhartem a Zdeňkem Sýkorou), Fučíkovo divadlo Louny
- 1964 Křižovatka, Galerie Václava Špály, Praha
- 1968 Nová citlivost – Křižovatka a hosté, Dům umění města Brna
- 1970 5 tsjechische grafici, Groninger Museum (Nizozemí)
- 1986 Konstrukce, Galerie Benedikta Rejta, Louny
- 1989 Projekt Slavkov, Státní zámek Slavkov
- 1992 Minisalon, Galerie Nová síň, Praha
- 1994 Výtvarné umění 60. a počátku 70. let v Lounech, Okresní muzeum v Lounech
- 1995 Nová citlivost, Galerie výtvarného umění v Olomouci
- 1996 Zpřítomnění – přírůstky galerie z let 1987–1994, Galerie Klatovy/Klenová
- 1998 Sbírka Galerie Benedikta Rejta, Galerie Benedikta Rejta, Louny
- 2000 Ozvěny kubismu, České muzeum výtvarných umění v Praze
- 2002 Minisalon, Majapahit Mandarin Hotel, Surabaja, Indonésie
- 2007 Soustředěný pohled, Oblastní galerie Liberec